# Jordanus Nemorarius

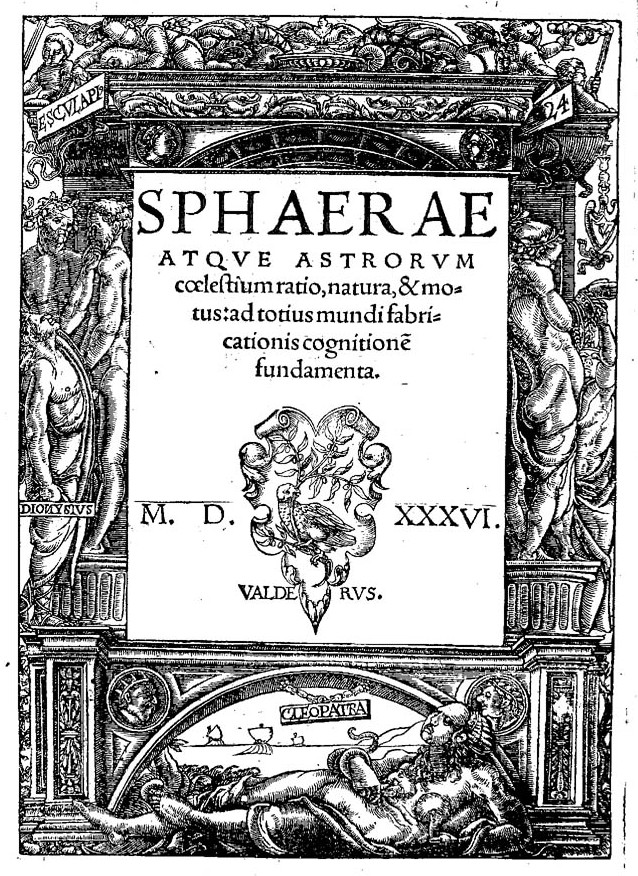
Sphaerae atque astrorum coelestium ratio, natura, et motus, 1536

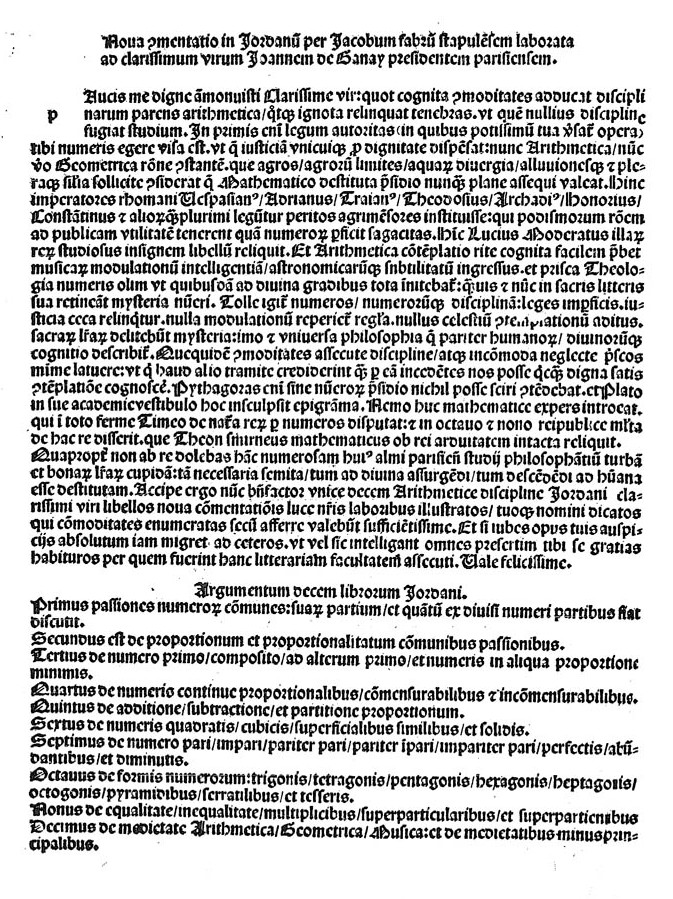
Demonstrationes in Arithmetica, 1496

Jordanus Nemorarius, známý také jako Jordanus de Nemore, byl evropský matematik a vědec 13. století. Žádné biografické podrobnosti o jeho osobě nejsou známy, studoval pravděpodobně v Paříži a působil jako představený dominikánského řádu. Předpokládá se, že pracoval v první polovině 13. století, protože jeho díla jsou zahrnuta v seznamu Biblionomia Richarda de Fournivala, sestaveném mezi roky 1246 až 1260.
Napsal pojednání na nejméně šest různých témat: mechanika, algoritmy užité aritmetiky, teoretická aritmetika, algebra, geometrie a stereografická projekce. Většina těchto prací se dochovala v několika verzích či přepracováních z doby středověku.
Zkoumal problémy statiky a ve svém díle O tíhách (De ponderibus) se zabýval rovnováhou na rovnoramenné, nerovnoramenné a lomené páce a přiblížil se pojmu momentu síly. V díle De ratione ponderis konstatoval, že tlak tělesa ležícího na nakloněné rovině je tím menší, čím je větší náklon roviny. Tím již částečně předjímal představu rozkladu síly do složek, kterou s geniální intuicí prozkoumal a plně uplatnil až holandský renesanční matematik Simon Stevin.